# Parque Natural de Monte Verde
O Parque Natural de Monte Verde é uma área protegida da Ilha de São Vicente, em Cabo Verde.

## Localização
Cobrindo cerca de 800 ha, o parque cobre os pontos mais altos da ilha, incluindo o Monte Verde com mais de 700 m de altitude, e o Monte Madeiral com mais de 600 m.

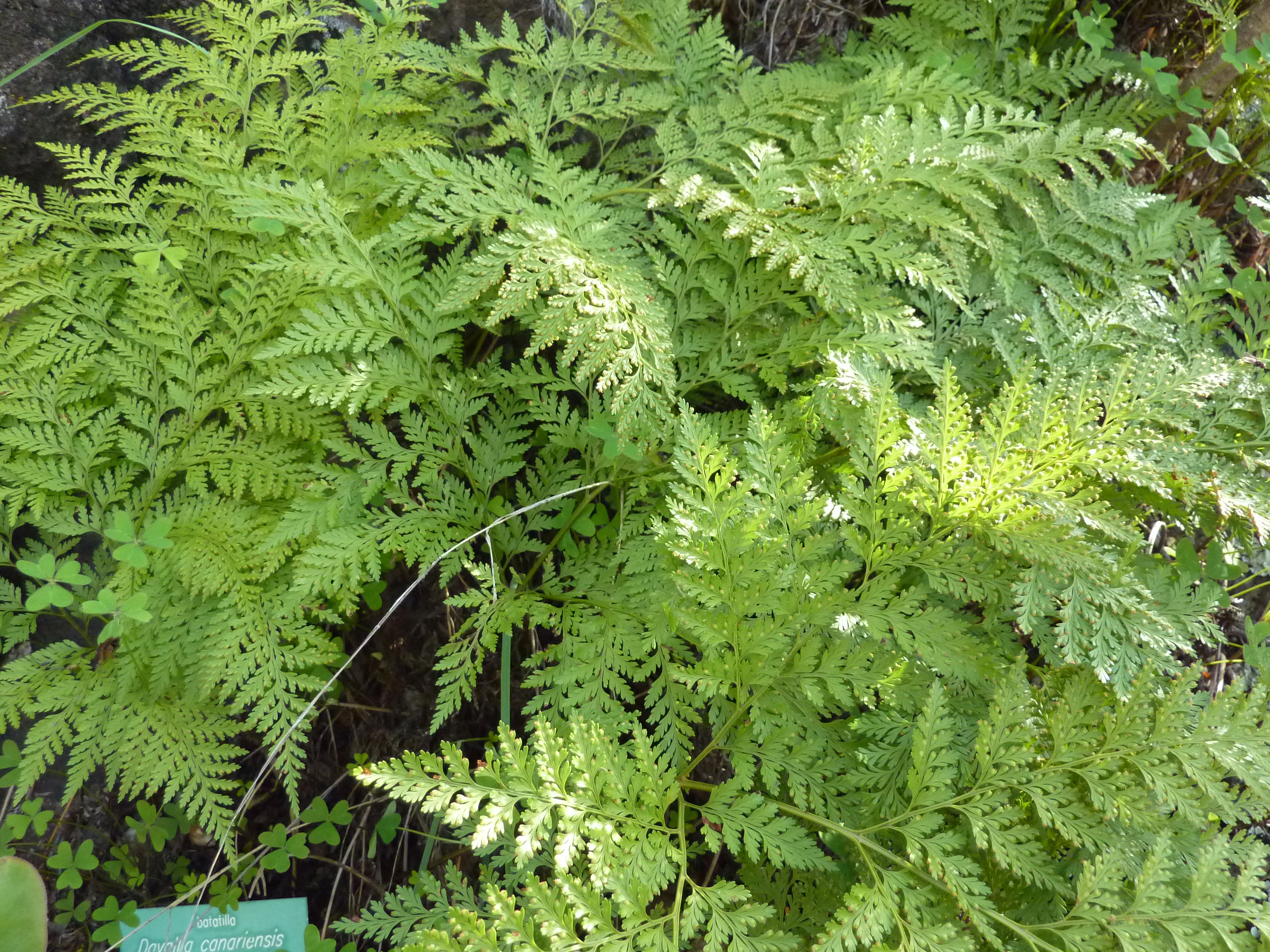
Davallia canariensis, uma das espécies nativas do parque

## Bens protegidos
O parque tem papel importante na conservação de uma área sub-húmida da ilha de São Vicente, que serve de habitat para espécies como a Limonium jovibarba, a Sonchus daltonii, a Echium stenosiphon, a Campanula jacobaea, a Davallia canariensis e o Kickxiú elegans. Além disso, suas montanhas funcionam como mirantes naturais e proporcionam ao público paisagens de grande interesse cultural.